# Municipio de Edison (Minnesota)
El municipio de Edison (en inglés: Edison Township) es un municipio ubicado en el condado de Swift en el estado estadounidense de Minnesota. En el año 2010 tenía una población de 106 habitantes y una densidad poblacional de 1,15 personas por km².

## Geografía
El municipio de Edison se encuentra ubicado en las coordenadas 45°11′17″N 95°54′32″O / 45.18806, -95.90889. Según la Oficina del Censo de los Estados Unidos, el municipio tiene una superficie total de 92.57 km², de la cual 92,42 km² corresponden a tierra firme y (0,17 %) 0,15 km² es agua.

## Demografía
Según el censo de 2010, había 106 personas residiendo en el municipio de Edison. La densidad de población era de 1,15 hab./km². De los 106 habitantes, el municipio de Edison estaba compuesto por el 98,11 % blancos y el 1,89 % eran de una mezcla de razas. Del total de la población el 0 % eran hispanos o latinos de cualquier raza.